# Johann Friedrich Alberti
Johann Friedrich Alberti (* 11. Januar 1642 in Tönning, Schleswig; † 14. Juni 1710 in Merseburg) war ein deutscher Organist und Komponist.

## Leben
Albertis Vater war der Hauptprediger in Tönning, Peter Alberti. Johann Friedrich Alberti besuchte das Gymnasium in Stralsund und war anschließend auf Bildungsreise in Holland und Frankreich. Nach einem zweijährigen Theologie-Studium in Rostock studierte er fünf Jahre Jura in Leipzig. Gleichzeitig erhielt er Klavier- und Orgelunterricht in Leipzig bei Werner Fabricius und in Dresden bei Vincenzo Albrici. Er wirkte dann als Domorganist in Merseburg bis zu seinem Ausscheiden im Jahre 1698, bedingt durch die Lähmung seiner rechten Hand infolge eines Schlaganfalls. 
Zu seinem Substituten wurde deshalb sein Schüler Georg Friedrich Kauffmann bestellt, der nach Albertis Tod dessen Nachfolger als fürstlich sächsisch-merseburgerischer Hof- und Domorganist am Hofe des Herzogs Moritz Wilhelm und am Merseburger Dom wurde.
Alberti schuf Choralvorspiele und Choralbearbeitungen sowie verschiedene sakrale Gesänge.